# Тимське сільське поселення
Ти́мське сільське поселення (рос. Тымское сельское поселение) — сільське поселення у складі Каргасоцького району Томської області Росії.
Адміністративний центр та єдиний населений пункт — село Тимськ.
Населення сільського поселення становить 273 особи (2019; 286 у 2010, 350 у 2002).